# Mount Constitution Lookout Tower
Pour les articles homonymes, voir Constitution (homonymie).
La Mount Constitution Lookout Tower est une tour de guet du comté de San Juan, dans l'État de Washington, dans le nord-ouest des États-Unis. Située sur Orcas au sommet du mont Constitution, cette tour construite dans le style rustique du National Park Service en 1935-1936 est protégée au sein du parc d'État Moran et du San Juan Islands National Monument.
C'est une propriété contributrice au district historique que forme le parc d'État depuis le 2 janvier 2013.